# Tarfside

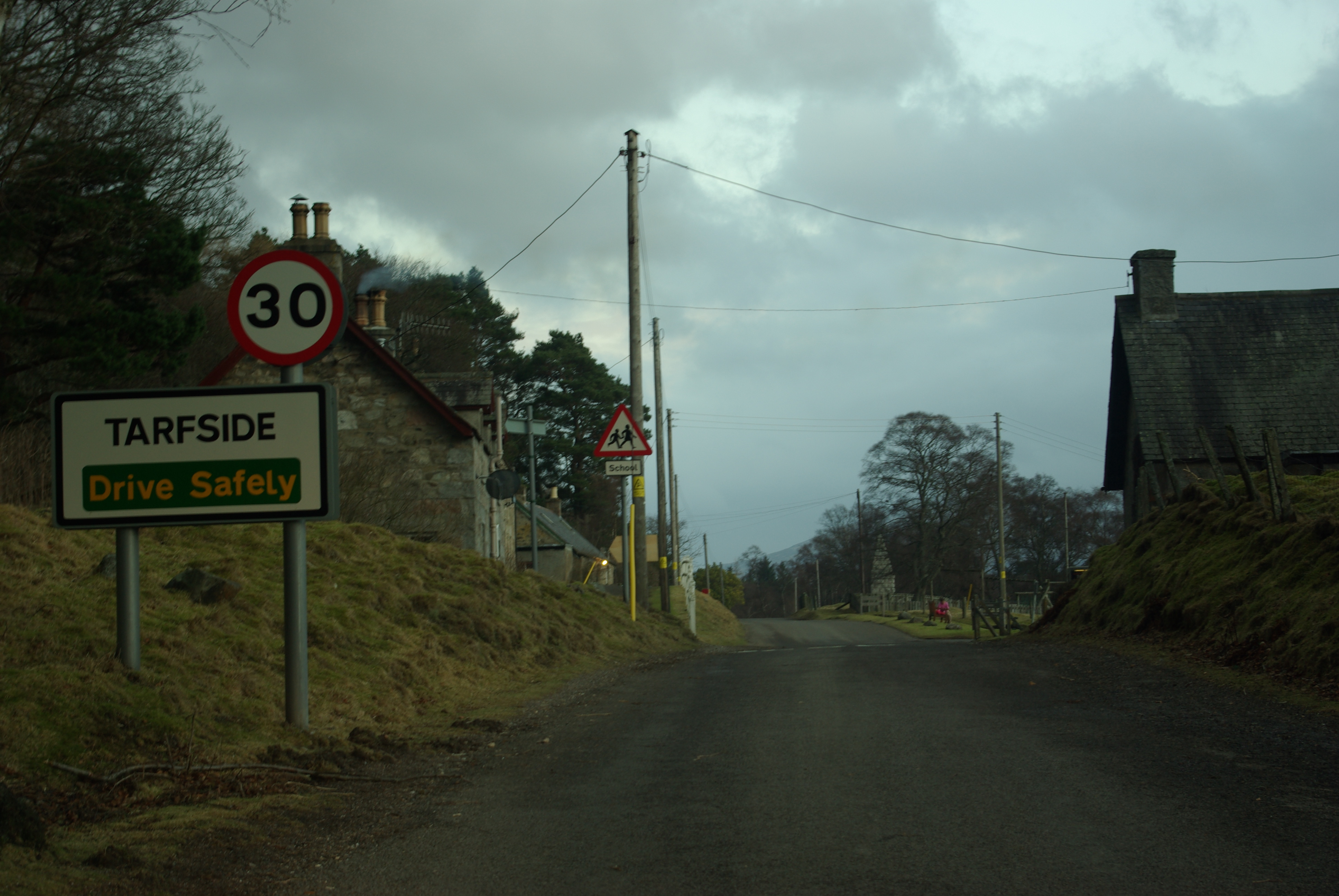
Tarfside

Tarfside este un sat din Angus, Scoția.